# Rossano
För andra betydelser, se Rossano (olika betydelser).
Rossano är en frazione och tidigare kommun i kommunen Corigliano-Rossano provinsen Cosenza i regionen Kalabrien i Italien. 
Den tidigare kommunen hade 36 598 invånare (2017) och bildade 2018 tillsammans med kommunen Corigliano Calabro den nya kommunen Corigliano-Rossano.